# Bourg-Argental
Bourg-Argental là một xã trong tỉnh Loire miền trung nước Pháp.